# Lista över fornlämningar i Norrtälje kommun (Blidö)
Lista över fornlämningar i Norrtälje kommun (Blidö) är en förteckning av ett urval av de fornlämningar som finns i Blidö i Norrtälje kommun.
| Namn                     | Lämningstyp                      | Tillkomsttid | Historisk indelning | Plats | Läge                 | ID-nr          | Bild                                 |
| ------------------------ | -------------------------------- | ------------ | ------------------- | ----- | -------------------- | -------------- | ------------------------------------ |
| Blidö 1:1                | Fästning/skans                   |              | Blidö, Uppland      |       | 59.663267, 18.938111 | 10000400010001 | Ladda upp en bild av detta fornminne |
| Blidö 15:1               | Minnesmärke                      |              | Blidö, Uppland      |       | 59.660284, 18.916969 | 10000400150001 | Ladda upp en bild av detta fornminne |
| Skansen (Blidö 21:1)     | Fästning/skans                   |              | Blidö, Uppland      |       | 59.647463, 18.925812 | 10000400210001 | Ladda upp en bild av detta fornminne |
| Blidö 23:1               | Ristning, medeltid/historisk tid |              | Blidö, Uppland      |       | 59.586519, 19.432580 | 10000400230001 | Ladda upp en bild av detta fornminne |
| Blidö 23:2               | Ristning, medeltid/historisk tid |              | Blidö, Uppland      |       | 59.586537, 19.432601 | 10000400230002 | Ladda upp en bild av detta fornminne |
| Blidö 23:3               | Ristning, medeltid/historisk tid |              | Blidö, Uppland      |       | 59.586525, 19.432547 | 10000400230003 | Ladda upp en bild av detta fornminne |
| Blidö 26:101             | Fiskeläge                        |              | Blidö, Uppland      |       | 59.538938, 19.542139 | 10000400260101 | Ladda upp en bild av detta fornminne |
| Blidö 26:201             | Husgrund, historisk tid          |              | Blidö, Uppland      |       | 59.539001, 19.541447 | 10000400260201 | Ladda upp en bild av detta fornminne |
| Blidö 28:1               | Ristning, medeltid/historisk tid |              | Blidö, Uppland      |       | 59.515961, 19.364228 | 10000400280001 | Ladda upp en bild av detta fornminne |
| Blidö 65:1               | Fiskeläge                        |              | Blidö, Uppland      |       | 59.530346, 19.543915 | 10000400650001 | Ladda upp en bild av detta fornminne |
| Blidö 66:1               | Fiskeläge                        |              | Blidö, Uppland      |       | 59.412544, 19.467418 | 10000400660001 | Ladda upp en bild av detta fornminne |
| Blidö 68:1               | Minnesmärke                      |              | Blidö, Uppland      |       | 59.443894, 19.507578 | 10000400680001 | Ladda upp en bild av detta fornminne |
| Branthamnen (Blidö 74:2) | Husgrund, historisk tid          |              | Blidö, Uppland      |       | 59.409180, 19.343096 | 10000400740002 | Ladda upp en bild av detta fornminne |
| Branthamnen (Blidö 74:3) | Husgrund, historisk tid          |              | Blidö, Uppland      |       | 59.409175, 19.343571 | 10000400740003 | Ladda upp en bild av detta fornminne |